# MPEG-4 część 2
MPEG-4 część 2 (znana też jako MPEG-4 ASP i MPEG-4 Visual) – standard kompresji wideo stworzony przez MPEG, wchodzący w skład standardu MPEG-4 (ISO/IEC 14496-2). Podobnie jak wiele innych opiera się na dyskretnej transformacji kosinusowej. Do jego najpopularniejszych implementacji należą DivX, Xvid, 3ivx i libavcodec. Należy mieć na uwadze istnienie zupełnie innego standardu kompresji – MPEG-4 część 10, lepiej znanego jako H.264 albo AVC, który też wchodzi w skład MPEG-4, a nie jest zgodny z częścią 2.

## Profile
Przewidziano stosowanie kodeka do różnych celów: od rejestrowania i wyświetlania obrazu przez naręczne urządzenia, aż po cyfrową telewizję. Na chwilę obecną istnieje więc około 21, różnych profili: Simple, Advanced Simple, oraz mniej popularne Main, Core, Advanced Coding Efficiency, Advanced Real Time Simple i inne.

### Simple Profile (SP)
Simple Profile został stworzony dla obrazów o małej rozdzielczości, sieci o ograniczonej przepustowości i małych, prostych urządzeń. Jest stosowany w telefonach komórkowych, innych urządzeniach naręcznych, prostych systemach konferencyjnych, systemach monitoringu i innych.

### Advanced Simple Profile (ASP)
Advanced Simple Profile zawiera w stosunku do SP liczne usprawnienia, w których skład wchodzą:
- Kwantyzacja MPEG.
- Obraz z przeplotem.
- Ramki dwukierunkowe (B Frame).
- estymacja wektorów ruchu z dokładnością do 1/4 odstępu próbkowania, (ang. Quarter Pixel motion compensation, Qpel)
- Globalna kompensacja ruchu (ang. Global motion compensation, GMC)

Kwantyzacja MPEG, przeplot i ramki dwukierunkowe zostały stworzone na bazie standardu MPEG-2.
Estymacja ze zwiększoną dokładnością była czymś zupełnie nowym. Później coś podobnego zostało wprowadzone do H.264/MPEG-4 AVC i Windows Media Video. Część implementacji jednak jej nie uwzględnia ze względu na drastyczny wzrost wymagań odnośnie do zasobów i niewielką poprawę jakości.
Globalna kompensacja ruchu również nie spotkała się z powszechnym wykorzystaniem. Jak wyżej niewielki wzrost jakości został okupiony dużym wzrostem wymagań sprzętowych i komplikacją algorytmów.

## MPEG-4 aDivX
Kod źródłowy jednej z implementacji MPEG-4, stworzonej przez Microsoft do użytku w systemie Windows Media (pliki WMV) dostał się w ręce hakerów i został powszechnie udostępniony. Stworzone przez hakerów nielegalne oprogramowanie kodujące (kodek), rozpowszechnione w Internecie jako "DivX ;-)", szybko zostało zaadaptowane do użycia w znanych systemach operacyjnych, takich jak Windows, Mac OS, Linux i BeOS.
Pierwotny kodek DivX ;-) udostępniony przez hakerów oznaczony był numerem wersji 3.11. Wkrótce potem na rynku pojawił się komercyjny program o nazwie DivX 4.0 (już bez znaczka ";-)") – nie zawierał on już wykradzionego kodu, lecz był implementacją MPEG-4 napisaną od podstaw przez firmę DivX Networks (obecnie DivX Inc.). "DivX" jest obecnie zastrzeżonym znakiem towarowym tej firmy, natomiast samo oprogramowanie miało kilka kolejnych wersji, wprowadzających bardziej zaawansowane techniki kodowania.
W związku z faktem, iż oprogramowanie DivX® jest komercyjnym, zamkniętym produktem firmy DivX Networks, społeczność wolnego oprogramowania stworzyła alternatywny kodek XviD, rozpowszechniany na licencji GNU GPL. Wykorzystuje on  szerszy zakres możliwości standardu MPEG-4 niż DivX i daje możliwość bardziej precyzyjnej kontroli sposobu kompresji, dzięki czemu filmy kompresowane tym kodekiem często mają wyższą jakość, niż komercyjnym DivX.
Formaty DivX/XviD jakością niewiele ustępują DVD, charakteryzuje je duża rozdzielczość i duża kompresja obrazu (przeciętny film pełnometrażowy można zmieścić w objętości 700 MB, czyli jednej płyty CD), jednak z momentem upowszechniania się ekranów LCD o dużej przekątnej, jak i telewizorów HDTV, jakość tego formatu pozostawia obecnie bardzo wiele do życzenia.

## Popularne implementacje
- Xvid
- DivX
- 3ivx
- QuickTime